# Václav Voska
 Václav Voska  (ur. 21 października 1918 w Pradze, zm. 20 sierpnia 1982 w Valašské Meziříčí) – czeski aktor.

## Biogram
Nie ukończył studiów prawniczych na Uniwersytecie Karola w Pradze.
W latach 1938–1945 członek Teatru Miejskiego na Vinohradach, 1945-1950 Teatru Narodowego w Pradze i 1950-1982 Miejskich Teatrów Praskich.
Przedstawiciel aktorstwa intelektualnego. Wybitny aktor gier konwerzacyjnych, w których stosował z powodzeniem swój melodyjny i liryczny głos.

## Role teatralne
- Kristian de Neuvillette (Edmond Rostand, Cyrano de Bergerac, 1949)
- Torquato Tasso (Johann Wolfgang von Goethe, 1958)
- Edgar (Friedrich Duerrenmatt, Play Strindberg, 1970)
- Richard II (William Shakespeare, 1972)
- Dr. Galén (Karel Čapek, Biała zaraza, 1973)

## Role telewizyjne
- serial F.L. Věk (1971)

## Filmografia
- Minulost Jany Kosinové (1940)
- Skrzypce i sen (1947)
- Revoluční rok 1848 (1949)
- Mikoláš Aleš (1951)
- Kavárna na hlavní třídě (1954)
- Sobór w Konstancji (1954)
- Góra tajemnic (1956)
- Jan Žižka (1956)
- Roztržka (1956)
- Proti všem (1957)
- Bílá paní (1965)
- Jak se zbavit Helenky (1967)
- Ta třetí (1967)
- Touha Sherlocka Holmese (1971)
- Noc klavíristy (1976)
- Čistá řeka (1978)
- Panna a netvor (1979)